# Павлос Нерандзис
Павлос Нерандзис, известен като капитан Пердикас или Кокинос (на гръцки: Παύλος Νεράντζης или Περδίκας, Κόκκινος), е гръцки андартски капитан, деец на гръцката въоръжена пропаганда в Македония.

## Биография
Нерандзис е роден в западномакедонския град Сятища, тогава Османската империя, днес Гърция. Занимава се с търговия с кожи в Солун и Трикала. В 1905 година влиза в редовете на гръцката въоръжена пропаганда в Македония с името Павлос Пердикас. Първоначално действа в Костенарията и Корещата. Капитан е на чета от десетина сятищани. Участва в сражението с турци край Влашка Блаца на 6 август 1905 година заедно с капитаните Емануил Сотириадис (Тромарас) и Илияс Кундурас (Фармакис). По-късно обединената чета се сражава с българска чета край Българска Блаца, като в битката се намесва и турска част срещу гърците.
След това четата на Нерандзис заминава за Мариово, на 8 февруари 1908 година четите на Стефос Григориу, Стоян Цицов, Трайко Браянов, Андонис Зоис и Петър Сугарев са обградени от силни османски военни части. На помощ им идват четите на Павлос Нерандзис, Емануил Кацигарис, Евангелос Николудис и Панайотис Героянис, както и милиция от Градешница. В сражението загиват 6 четници и много турци.
През пролетта на 1908 година властите залавят двама селяни на входа на битолската гръцка митрополия, които носят писма от Йоанис Каравитис, Пердикас и Николудис, адресирани до секретаря на митрополията Леонидас Ефим. Пердикас иска подкрепления, за да може да нападне 7 български села.
След Младотурската революция в 1908 година и обявената амнистия, Нерандзис се легализира в Битоля, а по-късно се установява в Хрупища, където отваря магазин за кожи. Принуден е от властите да се върне в Сятища. Убит е на 1 октомври 1911 година в Сятища от младотурци.
Името му носи улица в Сятища.